# Verónica Hernández Agramunt
Verónica Hernández Agramunt (Castelló de la Plana, 30 de juny de 1971) és una farmacèutica i política valenciana, diputada a les Corts Valencianes en la VIII legislatura.

## Biografia
Doctora en farmàcia per la Universitat de València, ha estat professora de farmàcia a la Universitat CEU-Cardenal Herrera en Castelló i en la Facultat de Farmàcia en la Universitat de València. Des de 2005 exerceix la seva professió a Sorita. Des de 2008 és membre de la Comissió de Sanitat de la secció castellonenca del Partit Popular.
En gener de 2015 va substituir en el seu escó Ricardo Costa Climent, elegit diputat a les eleccions a les Corts Valencianes de 2011. Ha estat secretària de la Comissió d'Economia, Pressupostos i Hisenda de les Corts Valencianes.